# Pericome
Pericome es un género de plantas fanerógamas perteneciente a la familia de las asteráceas.  Comprende 4 especies descritas y de estas, solo 3 aceptadas.

## Taxonomía
El género fue descrito por Asa Gray y publicado en Smithsonian Contributions to Knowledge 5(6): 81–82. 1853 La especie tipo es: Pericome caudata A.Gray

## Especies aceptadas
A continuación se brinda un listado de las especies del género Pericome aceptadas hasta agosto de 2012, ordenadas alfabéticamente. Para cada una se indica el nombre binomial seguido del autor, abreviado según las convenciones y usos.
- Pericome caudata A.Gray
- Pericome macrocephala B.L.Rob.
- Pericome spilanthoides (Sch.Bip.) Benth. & Hook.f. ex Hemsl.